# Рувье, Жак
Жак Рувье (фр. Jacques Rouvier; род. 18 января 1947, Марсель) — французский пианист и музыкальный педагог.

## Биография
Окончил Парижскую консерваторию (учился у Жана Юбо, Пьера Санкана и Владо Перлмутера). Выиграл международный конкурс исполнителей имени Виотти (1967) и был удостоен третьей премии на конкурс пианистов имени Маргариты Лонг (1971), что открыло ему путь к международной карьере. С 1970 года выступает в составе трио со скрипачом Жан-Жаком Канторовом и виолончелистом Филиппом Мюллером — это трио сразу же получило первый приз на конкурсе камерной музыки в Кольмаре (1970).
Преподаёт в Парижской и Берлинской консерваториях, является приглашенным профессором в австрийской Высшей музыкальной школе «Моцартеум» в Зальцбурге. Среди его учеников, в частности, Элен Гримо, Аркадий Володось, Жан Дюбе, Давид Фрай, Юрий Фаворин, Злата Чочиева.